# 金属包头

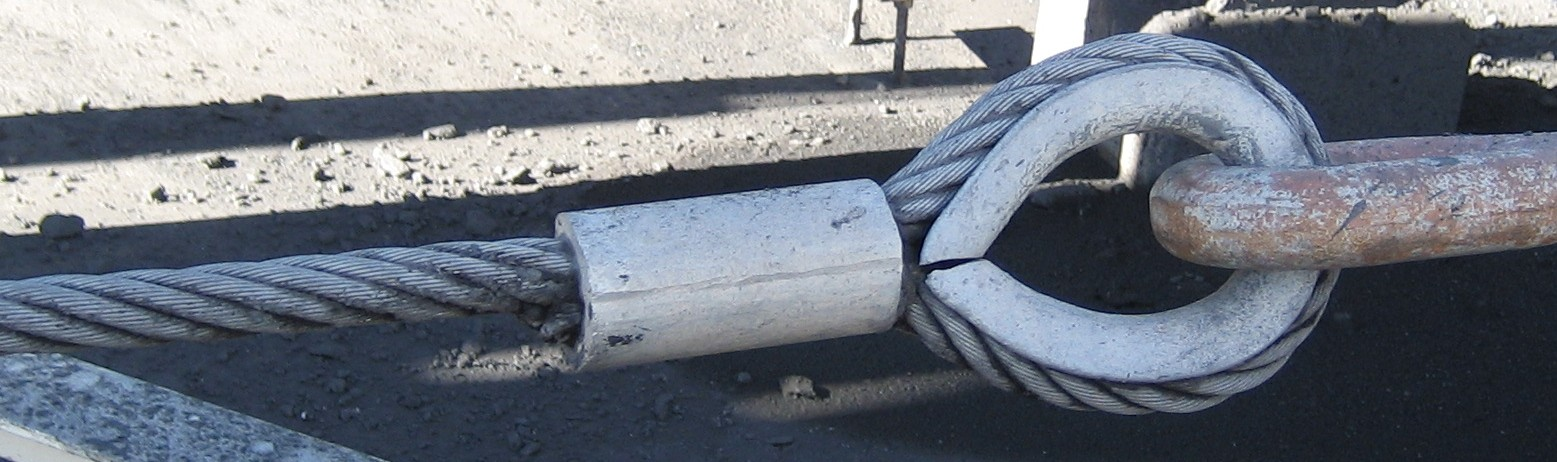
末端带有金属包头（圓環）的金屬繩索

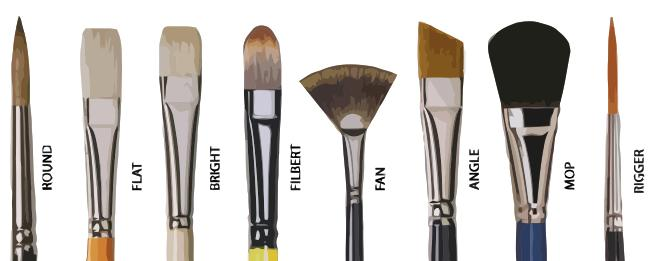
非圆形的金属包头可以将刷子的刷毛固定在刷子柄上

金属包头又稱金属环、套圈、金属箍，是一种用來紧固、连接、密封或加固其他物件的物體，有些金屬包頭的外形像圓環。金属包头通常是由金属或不太常见的塑料制成。 